# Rene Arregui
René Aurelio Arregui (Córdoba, 1 de enero de 1950) es un jugador de fútbol argentino, entrenador, periodista y docente.

## Biografía
Se inició en las divisiones inferiores de Instituto Atlético Central Córdoba, en su ciudad natal, club con el que llegó a jugar en la Primera División del fútbol argentino en el Campeonato Nacional de 1973. Previamente tuvo un fugaz paso por Argentino Peñarol de Córdoba entre 1969 y 1971. Se retiró en 1978 jugando para General Paz Juniors (Córdoba).
Durante el Campeonato Nacional de 1973 formó parte de un plantel que componían promisorios valores que posteriormente se convirtieron en grandes figuras del fútbol argentino y mundial, como Osvaldo Ardiles y Mario Kempes entre otros.
Debutó como director técnico en 1982 en el club Argentino Peñarol de Córdoba. En 1989 se convirtió en el entrenador del equipo de Instituto Atlético Central Córdoba que jugaba los torneos de la Asociación Cordobesa de Fútbol. Al año siguiente quedó a cargo del plantel superior que disputaba los torneos de la Asociación del Fútbol Argentino (AFA).
Además de los mencionados, dirigió los clubes Bella Vista, All Boys, San Lorenzo, Talleres, Sportivo Belgrano, Lasallano y Unión San Vicente, todos de la ciudad de Córdoba.
En 1992 inició su carrera de comentarista de fútbol en TV, y en 1995 debutó en radio.
Es autor de los libros "Los Momentos del Fútbol" y "Fútbol de Hoy".
Desde 1986 a la fecha tiene una destacada labor como docente. Fue Profesor titular en la Escuela de Directores Técnicos de Fútbol A.T.F.A. de Córdoba Capital; de la Escuela de Directores Técnicos de Fútbol de Río Cuarto; y de la Universidad Nacional de Río Cuarto. En 1992 fue disertante del "Primer Congreso de Fútbol" realizado en Córdoba, junto a Marcelo Bielsa, Carlos Aimar, y Adolfo Pedernera entre otros.
En 2001 tuvo su primera experiencia internacional acompañando al director técnico Osvaldo Ardiles como entrenador de arqueros y técnico alterno del Club Al Ittihad de Arabia Saudita. Lograron el campeonato Liga Rey Fahd y la Copa Asiática.

## Clubes
| Club                               | País      | Año         |
| ---------------------------------- | --------- | ----------- |
| Instituto Atlético Central Córdoba | Argentina | 1963 - 1968 |
| Argentino Peñarol                  | Argentina | 1969 - 1971 |
| Instituto Atlético Central Córdoba | Argentina | 1972 - 1975 |
| General Paz Juniors                | Argentina | 1976 - 1978 |

## Palmarés
- Campeón Liga Rey Fahd (Arabia Saudita)
- Campeón Copa Asiática.